# Tadž Mahal
Tadž Mahal (hindijsko ताज महल, iz perzijskega/urdujskega تاج محل‎ - krona palač) je razkošen mavzolej pri mestu Agra v Indiji, ki ga je dal v 17. stoletju zgraditi mogulski šah Džahan za svojo perzijsko ženo Mumtaz Mahal po rodu Arjumand Banu Begum (tudi Mumtaz-ul-Zamani), ki je umrla pri porodu štirinajstega otroka.
Tadž Mahal je izjemen primer mogulske arhitekture, ki je mešanica perzijske, osmanske, indijske in islamske arhitekture. Gradnja se je začela okoli leta 1632 in je bila končana okoli 1653 ter je zaposlovala na tisoče obrtnikov in rokodelcev. Arhitekti so delali pod cesarskim nadzorom. Med njimi so bili Abd ul-Karim Ma'mur Khan, Makramat Khan in Ustad Ahmad Lahauri ter kot glavni oblikovalec Lahauri.
Leta 1983 je bil Tadž Mahal vpisan na seznam Unescove svetovne dediščine kot »dragulj islamske arhitekture in kot zelo občudovan spomenik svetovne dediščine«.

## Izvor in navdih
Leta 1631 je bil šah Džahan, cesar v obdobju največjega razcveta Mogulskega imperija, hudo prizadet, ko je njegova tretja žena, Mumtaz Mahal, perzijska princesa, umrla pri porodu 14. otroka, Gauhara Begum. Gradnja Tadž Mahala se je začela leta 1632. Šahov dvorni kronist je zapisal, da je žalostna ljubezenska zgodba služila kot navdih za gradnjo grobnice Tadž Mahal. Glavni mavzolej je bil končan leta 1648, okoliške zgradbe in vrt pa pet let kasneje.
Tadž Mahal združuje oblikovalsko tradicijo perzijske in mogulske arhitekture. Posebej so se zgledovali po Timurjevih in mogulskih zgradbah, še posebej po grobnici Gur-e Amir (Timurjeva grobnica, praočeta dinastije Mogul) v Samarkandu, grobnicah Humajun in Itmad-ud-Daulah in šaha Džahana lastne mošeje Džama Masdžid v New Delhiju. Medtem ko so bile pred tem mogulske stavbe zgrajene predvsem iz rdečega peščenjaka, je šah Džahan spodbujal uporabo belega marmorja z vložki iz poldragih kamnov, tako da so zgradbe narejene pod njegovim okriljem dosegle novo raven uglajenosti.,

## Lokacija
Tadž Mahal se nahaja južno od mestnega obzidja mesta Agre. Babur, ustanovitelj mogulske dinastije je dal zgraditi prve mogulske vrtove Ram Bagh v Agri leta 1523. Po tem so postali vrtovi pomemben mogulski simbol moči, ki je spremenil pre-mogulske simbole kot je bila trdnjava. Pojav novih estetskih elementov, ki so kombinacija verskih elementov s strogim geometrijskim redom, so bili metafora za sposobnost Baburove kontrole nad sušnimi indijskimi ravnicami. Babur je zavračal večino stilov, ki so jih uporabljalo v času dinastije Lodhi in poskušal ustvariti nov umetniški stil inspiriran s perzijskimi vrtovi in kraljevskimi tabori. Ram Bagh je bil obsežen kompleks vrtov in palač, ki so se raztezali več od kilometrov ob obali reke. Visoko in dolgo kamnito podnožje omejeno s prehodom med vrtovi in reko je postalo okostje za bodoči razvoj mesta Agra.
V naslednjem stoletju se je koncept uspešnega vrtnega mesta ob reki razvil na obeh straneh reke Jamune. Kasnejši mogulski cesarji so zgradili obe obali in rekonstruirali trdnjavo Agre, ki je bila končana 1573 leta. Ko je šah Džahan zasedel prestol, je Agra štela okoli 700.000 prebivalcev, mesto pa je bilo velik trgovski center, vse zaradi prometne reke in cest, polno je bilo umetnikov, učenjakov in duhovnikov.
Agra je postala mesto z reko kot dominanto in se razvijala proti vzhodu, proti zahodni strani Jamune pa so se ob nasipih vrstila bogataška posestva. Glavne stavbe v mestu so se orientirale proti reki in tudi Tadž Mahal sodi v ta urbanistični kontekst, saj se nahaja z obeh strani reke.
Šah Džahan je odkupil zemljišče za Tadž Mahal od Maharadže Džai Singa, ki je odstopil zemljo v zameno za veliko palačo v središču mesta.</ref>

## Gradnja
Gradnja se je začela z zemeljskimi deli na površini veliki okoli 12.000 m² in je obsegala nasipavanje terena in ravnanje površine 50 m nad rečno obalo. Na področju mavzoleja in pristopih h grobnicam je bil teren nasut s kamenjem in prodom. Namesto uporabe odrov iz bambusa, so graditelji skonstruirali velike odre iz opeke, ki so bile tako velike, da so nadzorniki ocenjevali da bodo rabili več let, da jih bodo demontirali. Po eni od zgodb naj bi šah Džahan izdal nalog s katerim je dovolil prosto jemanje opek in tako so jih okoliški kmetje pograbili preko noči. Rampa iz nabite zemlje dolžine 15 km je bila zgrajena za transport marmorja in drugih materialov. Voda je bila do gradbišča črpana s pomočjo zapletenega sistema kanalov in vodnih zajetij, ki so se polnili s pomočjo živali.
Gradnja podnožja in grobnice je trajala okoli 12 let. Ostanek kompleksa so gradili še 10 let in ga končali v naslednjem vrstnem redu; minareti, džamija, džavab in Velika vrata. Ker so gradili etapno, datum dokončanja gradnje ni poenoten. Sam mavzolej je bil končan leta 1643.
Gradbeni material je bil nabavljen večinoma iz Indije in Azije. Za transport so uporabili preko 1000 slonov. Bleščeče bel marmor je bil iz Radžastana, jaspis iz Pandžaba, žad in kristal iz Kitajske. Turkiz je bil iz Tibeta, lapis lazuli iz Afganistana, safirji iz Šrilanke, karneol iz Arabije. Skupno je bilo vgrajenih 28 različnih dragih in poldragih kamnov.
Delovna sila - okoli 20.000 ljudi, je bila iz cele severne Indije. Kiparji so prišli iz Buhare, kaligrafi iz Sirije in Irana, zidarji iz južne Indije, kamnoseki iz Beludžistana, strokovnjaki za gradnjo stolpov in ostali, ki so obdelovali marmorne okraske.

### Projektanti in graditelji
Kdo so bili glavni projektanti Tadž Mahala ni jasno, saj so se v islamskem svetu v tem času zasluge pripisovale predvsem mecenom in ne arhitektom. Glede na novejše vire se ve, da je bilo za gradnjo in nadzor zadolžen široki tim arhitektov. Viri navajajo, da je sam šah Džahan sodeloval pri izgradnji več kot katerikoli mogulski vladar pred njim, imel je dnevne sestanke z arhitekti in nadzorniki. Kronik Lahouri piše, da je šah Džahan »neredko dajal ali menjal ideje, ki so jih predlagali arhitekti in da je postavljal kompetentna vprašanja«. Dva arhitekta sta bila imenovana; Ustad Ahmad Lahauri in Mir Abdul Karim. Ustad Ahmad Lahauri je postavil temelje Rdeče trdnjave v Delhiju, Mir Abdul Karim pa je bil priljubljen arhitekt Džahanovega predhodnika Džahangira. Omenja se kot nadzornik, kot tudi Makramat Han pri izgradnji Tadž Mahala.
Znani graditelji Tadž Mahala so:
- Ustad Ahmad Lahauri iz Irana, glavni arhitekt.
- Mir Abdul Karim iz Širaza (Iran), eden od glavnih nadzornikov.
- Ismail Afandi (Ismail Han) iz Osmanskega cesarstva, ki je konstruiral glavno kupolo mavzoleja in ga smatrajo za največjega graditelja kupol tedanjega časa[14].
- Iranca Ustad Isa in Isa Muhamed Efendi šolana pri Koce Mimara Sinana Agi iz Osmanskega cesarstva, sta imela ključno vlogo pri arhitektonskem dizajnu[15][16].
- Puru iz Benarusa (Iran), nadzorni arhitekt.
- Gazim Han iz Lahoreja, ki je vlil zlato fialo za mavzolej.
- Chiranjilal, kamnosek iz Delhija, izbran za glavnega kiparja in mojstra za mozaike.
- Amanat Han iz Širaza (Iran), glavni kaligraf katerega ime je zapisano na vhodu v Tadž Mahala[17].
- Muhamed Hanif, glavni nadzornik za zidarstvo.
- Mukarimat Han iz Širaza (Iran), glavni voditelj financ in dnevne proizvodnje.

## Arhitektura
Kompleks Tadž Mahala je razdeljen na pet delov:
1. Terasa ob obali reke, ki vsebuje mavzolej, mošejo in džavab.
2. Vrtovi Čarbag s paviljoni.
3. Džilauhana, kjer je možna namestitev obiskovalcev grobnice in dve pomožni grobnici.
4. Tadž Gandži, prvotno bazar in karavanseraj, danes samo ostanki.
5. Vrt mesečine, severno od reke Jamune, kjer so velika vrata med džilauhano in vrtom. Nivo se počasi spušča v terasah od Tadž Gandžija do reke.

### Mavzolej (rauza munauvara)

#### Zunanjost
Glavni elementi mavzoleja so:
1. Fiala: višine 10 m in prvotno izdelana iz zlata, a so ga britanski kolonizatorji sneli in pretopili ter zamenjali z repliko iz brona[18].
2. Lotusovi okrasi: obrisi cveta lotosa so vrezane pri vrhu kupole.
3. Kupola: imenovana amrud višine 75 m, značilna za islamsko arhitekturo in je perzijskega izvora.
4. Tambur: valjasta baza kupole, ki predstavlja prehod med kupolo in bazo.
5. Guldasta: dekorativne igle na robovih zidov.
6. Chhatri: majhni paviljoni nad balkonom v obliki malih kupol.
7. Robovi: nahajajo se med pravokotnimi paneli in nišami, okrašeni s kaligrafskimi napisi in geometrijskimi vzorci.
8. Napisi: Stilizirani stihi iz Korana na glavnem oboku.
9. Ivani: na vseh štirih vogalih je po šest niš (ivanov) razporejenih v dveh etažah.
10. Paneli: okrasni pravokotni elementi na glavnih zidovih, ki obkrožajo glavni ivan.

- Baza, kupola in minaret
- Fiala
- Glavni ivan in stranske niše
- Vogal z nišami

Grobnica je osrednja zgradba celotnega kompleksa Tadž Mahal. Velika bela struktura iz marmorja stoji na kvadratnem podstavku, ki je prvotno meril 897,3 x 300 m in sestoji iz simetrične zgradbe z ivani  in zaključena z veliko kupolo in fialo, skupaj visoko 75 m. Kot večina mogulskih grobnic, so osnovni elementi perzijskega izvora.
Osnovna struktura je v bistvu velika, več sobna kocka s posnetimi robovi, ki tvori nekakšen osmerokotnik, s stranicami približno 55 m. Tloris je popolnoma simetričen okoli štirih osi in razvrščen v slogu hašt bihišt. Na vsaki od teh stranic je ogromen ivan ali obokan vhod, z obeh strani obdan s podobno oblikovanimi ivani na dveh balkonih. Ta motiv se ponovi na vogalnih območjih, ki so povsem simetrično z vseh strani stavbe. Štirje minareti predstavljajo okvir grobnice, eden na vsakem vogalu. Zgradba ima štiri nadstropja. V glavnem prostoru sta sarkofaga z Mumtaz Mahal in šahom Džahanom, dejanski grobovi so etažo nižje.
Marmorna kupola, ki se dviga nad grobnico je najbolj spektakularna značilnost. Zgrajena je iz opeke, obložene z belim marmorjem, ki so ga pripeljali na vozovih z bikovsko vprego več kot 400 km daleč iz Makrane v Radžastanu. Njena višina je približno 35 m. Zaradi svoje oblike jo pogosto imenujejo čebulasta kupola ali amrud. Zgoraj je okrašena z okraski v obliki lotusa, kar služi tudi za poudarjanje njene višine. Ob glavni kupoli so štiri manjše kupole chhatri (kioski), ki stojijo na vogalih in posnemajo čebulno obliko glavne kupole. Njihove stebrne baze se odprejo skozi streho grobnice in zagotavljajo svetlobo v notranjosti. Visoke okrasne fiale (guldastas) izhajajo iz robov baznih zidov in vizualno poudarjajo višino kupole. Lotusov motiv se ponovi na manjših kupolah in fialah. Vse kupole so zaključene s pozlačenimi fialami, ki so mešanica tradicionalno perzijske in hindustanske dekoracije.

#### Notranjost
Hierarhična doslednost celega kompleksa doseže svoj vrhunec v glavnem prostoru, ki vsebuje kenotafa šaha Džahana in Mumtaz Mahal. Mumtazin kenotaf je postavljen v geometrijsko središče zgradbe, šahov, ki je bil dodan naknadno, je od njene grobnice zahodno; podoben razpored je v drugih mogulskih grobnicah zgodnejše dobe (Itmad Ud Daulah). Notranjost je v celoti iz marmorja, kenotafi so okrašeni z dragim kamenjem položenim v koncentričnih oktogonih. Tako oblikovanje je značilno za islamsko in indijsko kulturo kot važna duhovna in astrološka tematika. Komora je predstava rajskega vrta in vsebuje različno cvetje, rastlinje in arabeske ter kaligrafske napise thulutha in manjše nash črke.
Muslimanska tradicija prepoveduje okraševanje grobov, zato so trupla šaha Džahana in Mumtaz položena v relativno običajna grobova, ki sta pod sobo s kenotafoma. Položena sta v smeri sever-jug, z glavama obrnjenima proti desni (zahod) v smeri Meke. Kupola Tadž Mahala se dviga nad njihovima kenotafoma, ki sta verna kopija pravih grobnic iz nižje etaže.
Mumtazin kenotaf je velik 2,5 x 1,5 m in je okrašen s kaligrafskimi napisi, ki poveličujejo njen lik. Šahov kenotaf je na zahodni strani in je edini asimetrični element v celem kompleksu. Njegova grobnica je večja od ženine, a iz enakih elementov; večji sarkofag na nekoliko višji bazi, okrašen zelo natančno s kaligrafskimi napisi. Na pokrovih obeh sarkofagov je skulptura majhne škatle s pisalom, ki je tradicionalen mogulski pogrebni simbol.
- Džalija
- Detajli
- Detajli okrasja
- Detajli džalija

### Terasa ob reki (čameli Farš)
Razen mavzoleja, je na terasi na zahodni strani mošeja in na vzhodni strani džavab, ki je simetričen mošeji in vizualno služi kot arhitektonsko ravnotežje, funkcijsko pa kot gostinski objekt. Terasa se stopničasto spušča do reke.

#### Podnožje in terasa
Na vogalih podnožja so minareti, štirje veliki stolpi visoki preko 40 m. Služijo kot tradicionalni element mošeje, oziroma kot mesto s katerega mujezin poziva muslimane k molitvi. Vsak minaret je učinkovito razdeljen na tri enake dele z dvema balkonoma, ki obkrožata stolp. Na vrhovih je glavni balkon okronan s chhatri, ki so enaki kot na mavzoleju. Vsi minareti so malo odmaknjeni izven rastra, da bi v primeru rušenja (pogosto primer pri mnogih visokih zgradbah iz tega časa) material ne poškodoval glavne zgradbe.

#### Mošeja indžavab
Na obeh bočnih straneh mavzoleja sta dve skoraj identični stavbi, simetrični glede na glavno os kompleksa. Za razliko od belega marmornega mavzoleja, sta zgrajeni iz rdečega pješčenjaka. Zahodno je mošeja, vzhodno je džavab kar pomeni odgovor, ker je zgrajen kot vizualno ravnotežje mošeji na simetrični strani. Uporablja se kot gostinski objekt za pomembne obiskovalce. Razlikuje se po tem, da nima mihraba to je niše v zidu, ki predstavlja smer Meke in po obliki nadstropij, ki so geometrijsko oblikovani, medtem ko je etaža mošeje iz obrisov 569 preprog v črnem marmorju.
Osnovna oblika trodelne mošeje je slična drugim objektom zgrajenim v času vladanja šaha Džahana (Masjid Jahan Nume v Delhiju, ki ima dolgo dvorano s tremi kupolami. Mogulske mošeje iz tega obdobja imajo molilno dvorano razdeljeno na tri dele; glavno svetišče z nekaj manjšim molilnim zavetjem na obeh straneh. Pri Tadž Mahalu je nad vsakim delom velika kupola.

### Vrt (čarbag)
Veliki čarbag, glavni mogulski trg je razdeljen na štiri dele in predstavlja klasični pogled na mavzolej Tadž Mahala. Strogo in natančno oblikovan vrt sestoji iz poti, ki delijo vsak kvartal tako, da pri tem ustvarjajo 16 manjših vrtov. Povišani marmorni bazen je na sredini vrta, na pol poti med grobnico in glavnimi vrati. Ob osi sever-jug je postavljen reflektivni podolgovati bazen, ki zrcali obrise mavzoleja. Ostanek vrta je okrašen z drevoredi in fontanami. Vrt tj. čarbag sicer simbolizira štiri rajske reke v Indiji. Marmorni bazen (hauz) se imenuje tudi havd al-kavtar kar pomeni "zbiralnik bogastva", ki naj bi potešila žejo Mohamedu ob njegovem prihodu. Paviljoni stojijo na vzhodni in zahodni strani prečnih osi in so postavljeni simetrično eden proti drugemu. Zgrajeni so iz peščenjaka v tridelni obliki v dveh etažah in okronani s kupolami, ki stojijo na osmih stebrih. Zgodnji viri navajajo, da je vrt vseboval bujno vegetacijo, tudi vrtnice, narcise in mnogo sadnih dreves.. Ko je Mogulsko cesarstvo začelo propadati se je tudi negovanje vrta prenehalo. Ko so kontrolo nad Indijo prevzeli Britanci, so spremenili obliko vrta po angleškem vzoru londonskih travnikov.

### Velika vrata (darvaza rauza)
Velika vrata so na severnem vhodu v dvorišče pred stavbo (džilauhana) in omogočajo prehod med bazarjem in karavanserajem z duhovnim področjem na katerem je vrt, mošeja in mavzolej. So pravokotne oblike in podobne tistim iz mošeje znotraj kompleksa. Na vogalih so oktogonalni stolpi, ki stavbi dajejo izgled obrambnega pomena. Citati iz Korana so razporejeni na izbranih mestih. Glavni oblikovni element je velik portal, katerega smisel je pritegniti obiskovalce in vernike v rajski vrt kompleksa. Poleg portala je nekaj arkad z galerijami, ki so namenjene zavetišču za siromašne prebivalce v deževni sezoni. Galerije se končajo na transverzalno položeni trodelni dvorani.

### Dvorišče (džilauhana)
Džilauhana, kar v prevodu pomeni pred hišo, je bila vrsta dvorišča, ki ga je šah Džahan vpeljal v mogulsko arhitekturo. Služila je kot prostor, kjer so obiskovalci lahko pustili svoje konje ali slone pred vstopom v glavni prostor kompleksa. Pravokotni tloris je razdeljen na osi v smeri sever-jug in vzhod-zahod ob katerih vodijo glavne ulice. Na severu so Velika vrata kot vhod v glavni vrt pred mavzolejem, medtem ko so vhodna vrata v džilauhano ob vzhodni, zahodni in južni steni. Južna vrata vodijo do tržnice Tadž Gandži. Dve identični cesti od vzhoda in zahoda vodijo do središča dvorišča. Ob teh ulicah so kolonade verand povezanih z oboki izza katerih so bili trgovski prostori, ki so bili v funkciji vse do leta 1996. Davek pobran od teh trgovcev je služil za vzdrževanje celega kompleksa. Vzhodne ulice bazarja so bile uničene ob koncu 19. stoletja, a jih je v začetku 20. stoletja obnovil lord Curzon. Dve repliki grobnic sta na južnih vogalih dvorišča. Zgrajene so kot miniaturne kopije tistih v glavnem kompleksu, postavljene na povišani ploščadi, na katero se dostopa po stopnicah. Ploščade omejujejo stavbe manjših dimenzij nameščene čelno proti dvorišču. Še danes ni jasno, kdo je pokopan v teh grobnicah, saj so bile nedokončane ali so v njih ženske. Med prvimi dokumenti, ki jih omenjajo so skice Thomasa in Williama Daniela iz leta 1789 in govorijo da je v vzhodni grobnici Akbarabadi Mahal, v zahodni pa Fatehpuri Mahal. Dve manjši dvorišči sta na severni strani havaspuras, in sta služili za bivanje obiskovalcem mavzoleja in vernikom. Rezidenčni značaj tega dela je služil kot prehod med celim kompleksom in ostankom sveta. Prostor je do 18. stoletja v ruševinah, na začetku 20. stoletja pa ga je dal obnoviti britanski vicekralj Indije lord Curzon. Po tem je vzhodno dvorišče služilo kot prostor za vzdrževanje hortikulture, zahodno pa je kot staja vse do leta 2003.

### Bazar in karavanseraj (Tadž Gandži)
Bazar (tržnica) in karavanseraj sta bila zgrajena kot sestavni del kompleksa; najprej za namestitev delavcev, kasneje kot mesto za trgovino in prostor, ki dopolnjuje celoto. Področje je med gradnjo postalo manjše mesto. Prvotno je bilo poznano pod imenom Mumtazabad (Mumtazino mesto), danes pa se imenuje Tadž Gandži ali Tadž tržnica. Tloris celega področja ima kvadratno obliko in je razdeljen z dvema pravokotnima ulicama z vrati na vseh štirih vhodih. Bazarji se raztezajo ob ulicah, na trgih pa so počivališča z notranjimi dvorišči do katerih se pride iz notranje strani kjer se ulice sekajo. Glede na dostopne vire: severna in zahodna stran tržnice je mnogo bolje ohranjena od ostanka na jugu, kar se lahko razume, da je ta del dobival mnogo več iz imperialnega proračuna. Kvaliteta arhitekture tega dela je tudi mnogo boljša od južne polovice.
Razlike med duhovnim in sekularnim delom kompleksa je najbolj vidna na področju tržnice in karavanseraja. Duhovni del kompleksa je ostal v izvirni obliki po gradnji. Tadž Gandži je postal frekventno mesto in center gospodarske aktivnosti v mestu Agra, na njegovih tržnicah so se našli izdelki iz vseh delov cesarstva in sveta. Severozahodni del je bil znan pod imenom Katra Omar Han (Tržnica Omara Hana), severovzhodni pa kot Katra Fulel (Tržnica parfumov), jugozahodni del kot Katra Rešam (Tržnica svile) in jugovzhodni del kot Katra Džogidas. Področje se je po izgradnji pogosto obnavljalo tako da je v 19. stoletju postalo povsem spremenjeno glede na original, večina avtohtone arhitekture je bila izgubljena ali nadgrajena. Ohranjeni so samo manjši deli originalne arhitekture.

### Grobnice izven obzidja
Kompleks Tadž Mahala je s treh strani utrjen z obzidjem iz rdečega peščenjaka, proti reki pa je odprt. Izven teh zidov je nekaj dodatnih mavzolejev ostalih žena šaha Džahana ter večja grobnica za najljubšo Mumtazinino služkinjo.

### Vodovod
Oskrba Tadž Mahala z vodo se je vršila z zahtevno infrastrukturo vodovoda. Vodo so črpali iz bližnje reke Jamuna in jo vodili do kompleksa po nizu kanalov, ki so se napajali s pomočjo naprav, ki so jih poganjale živali.. Voda se je preko ločnih akvaduktov zlivala v veliki zbiralnik, od koder je tekla do distribucijskih zbiralnikov nameščenih nad nivojem kompleksa na zahodni strani zidu. Od tod je voda tekla do treh pomožnih zbiralnikov iz katerih se je črpala direktno v vrtove, bazene in fontane, kar je bilo možno zaradi tega, ker je bil zbiralnik na višini 9,5 m. Vodovodne cevi premera 0,25 m so bile vkopane 1,8 m pod površino tal in so potekale ob osi glavne poti ob reflektivnem bazenu. Nekatere podzemne vodovodne cevi so bile zamenjane leta 1903 z novimi. Cevi fontan niso bile direktno spojene na grla temveč na bakrene elemente, ki so omogočali enakomeren pritisk v vsaki fontani. Vodovodni sistem je sčasoma propadel, ohranjeni so le posamezni deli akvadukta, ki danes služi Uradu Indijskega arheološkega zavoda za hortikulturo.

### Vrt mesečine (mahtab bag)
Severno od kompleksa Tadž Mahal, preko reke Jamuna, je še en charbag ali vrt. Projektiran je bil kot sestavni del celote v slogu rečne obale značilne za Agro. Širina vrta je identična ostanku kompleksa na južni strani reke. Zgodovinarka vrtov Elizabeth Moynihan trdi, da je velik oktogonalni bazen na središču terase služil kot reflektivno zrcalo mavzoleju in da je cel vrt orientiran proti temu delu kompleksa. Od mogulskih časov je vrt doživel številne poplave in je močno poškodovan. Štirje stolpi iz peščenjaka so označevali mejne vogale vrta, samo eden je ohranjen. Ostanki temeljev dveh atavb so na severnem in južnem delu vrta. Predpostavljajo da so bili vrtni paviljoni. Na severni strani je bila stopničasta struktura slapa, ki se je zlival v bazen. Severni del vrta ima obliko tipičnega kvadrata s pravokotnima osema ob katerih potekata dve ulici, na križišču teh pa  leži bazen.